# Henry Berliner

Henry Berliner 1920, in einem Berliner Helicopter sitzend

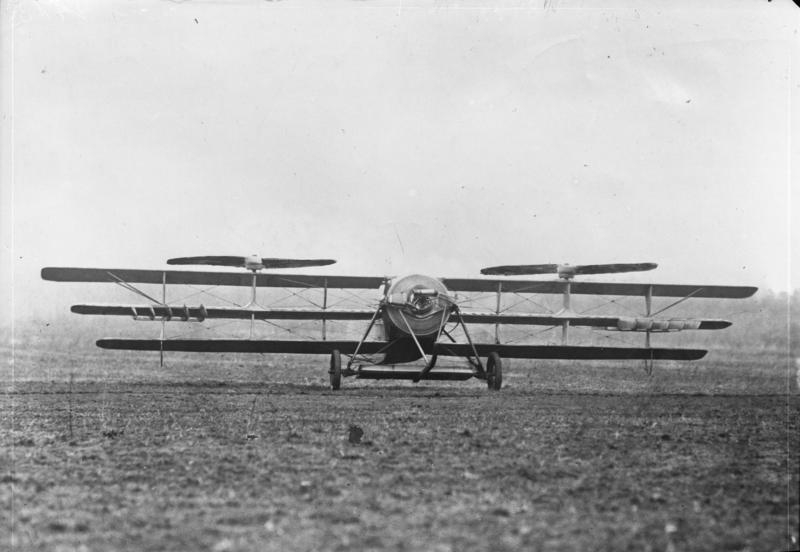
Schraubenflugzeug mit drei Tragflächen

Henry Adler Berliner (* 13. Dezember 1895 in Washington, D.C.; † 1. Mai 1970) war ein US-amerikanischer Flugzeug- und Helikopter-Pionier.
Der sechste Sohn von Emil Berliner arbeitete kurzzeitig als Luftbildfotograf beim seit Mai 1918 bestehenden United States Army Air Service und kehrte 1919 nach Washington zurück, um seinem Vater bei der Hubschrauber-Forschung zu helfen.
Mit einem Le Rhône-Flugmotor mit 80 PS, montiert auf einem Prüfstand, war er in der Lage zu schweben und vorwärts zu fliegen, aber nur solange seine Assistenten den Apparat festhielten und stabilisierten.
1922 erwarb er einen Doppeldecker Nieuport 17, den er mit einem 220 PS-Bentley-Motor versah, der zwei horizontale Rotoren auf den Tragflächen antrieb. Ein dritter horizontaler Propeller am Heck diente als Nick-Regler. Diesen Apparat demonstrierte er am 16. Juni 1922 in College Park (Maryland) dem Bureau of Aeronautics.
1922 gründete er in Alexandria (Virginia) seine Berliner Aircraft Company.
1923 ergänzte er ihn um ein drittes Flügelpaar für den Fall eines Motorschadens. Diese Maschinen erreichten eine Geschwindigkeit von 40 mph aber nur eine Höhe von 15 Fuß. Sein letztes Helikopter-Experiment machte er 1925 mit einem leichteren Doppeldecker.
Danach widmete er sich der Entwicklung verschiedener Starrflügler. 1929 fusionierte sein Unternehmen zur Berliner-Joyce Aircraft, die wenige Monate später von North American Aviation übernommen wurde. 1930 gründete er die Engineering and Research Corporation (ERCO), die er 1937 nach Riverdale (Maryland) zum College Air Park verlegte, und in der er zusammen mit Fred Weick u. a. das ERCO Ercoupe baute.